# Acmocera lutosa
Acmocera lutosa là một loài bọ cánh cứng trong họ Cerambycidae.